# 제23기갑사단 (독일 국방군)
제23기갑사단은 1942년 3월 14일 프랑스에서 창설한 기갑사단이다. 이 사단은 101 기갑 여단과 2개 보병 연대를 중심으로 하였다. 장비는 전리품 전차로 구성되어 있었다.
4월에 이 사단은 동부전선의 하리코프 근처에 갔었다. 전쟁 나머지 기간 동안 계속 전선에서 머물렸고, 1945년 5월 8일 항복했다. 이 사단은 오스트리아 마우테른도르프에서 해체되었다.

## 지휘관
- 1941년 9월 25일 중장 한스 라이히스프레이헤르 폰 보이네부르그렝스펠드 (Hans Reichsfreiherr von Boineburg-Lengsfeld)
- 1941년 11월 16일 소장 하인츠요아힘 붸르너에른파우트 (Heinz-Joachim Werner-Ehrenfeucht)
- 1941년 11월 22일 중장 한스 라이히스프레이헤르 폰 보이네부르그렝스펠드
- 1942년 7월 20일 소장 에르빈 마크 (1942년 8월 26일 전사.)
- 1942년 8월 26일 중장 한스 라이히스프레이헤르 폰 보이네부르그렝스펠드
- 1942년 12월 26일 기갑대장 니콜라우스 폰 보르만 (Nikolaus von Vormann)
- 1943년 10월 25일 소장 에윌드 크라베르 (Ewald Kräber)
- 1943년 11월 1일 소장 하인츠요아힘 붸르너에른파우트
- 1943년 11월 18일 소장 에윌드 크라베르
- 1944년 6월 9일 중장 요네프 폰 라도위츠 (Joseph von Radowitz)